# 2571 Geisei
2571 Geisei este un asteroid din centura principală, descoperit pe 23 octombrie 1981 de Tsutomu Seki.